# Sant German del Telh
Sant German del Telh (en francès Saint-Germain-du-Teil) és un municipi del departament francès del Losera a la regió d'Occitània.